# 潮田玲子
潮田玲子（日语：／ Shiota Reiko，1983年9月30日—），日本女子羽毛球运动员，2012年退役。福岡縣京都郡苅田町出生，福岡縣九州国際大学附属高校畢業，其後加入日本Unisys株式會社。現所屬經紀公司為cent. FORCE。

## 簡歷

### 羽毛球運動
潮田玲子小學一年級時，受朋友之邀到日本著名的羽毛球學校京都俱樂部練習羽毛球。至高中時，在一次青年訓練營中被安排與小椋久美子組合為雙打拍檔，二人一拍即合，戰勝了不少年齡比她們年長的選手。2002年高中畢業後，潮田和小椋一起加入三洋電機公司工作，並一起代表公司參加羽毛球比賽，以及接受中國籍教練丁其慶的訓練。
數年間，二人迅速冒起，成為了日本國內頂尖的女雙選手。2004年，她們首度贏得日本全國羽毛球比賽女雙冠軍，並因此得到雅典奧運的參賽資格；可惜小椋在奧運前夕不慎左腳小指骨折，因而錯過了比賽的機會。2005年，二人在小椋復出後參加丹麥羽毛球公開賽，先後擊敗中國的張亞雯/張丹組合和英格蘭的盖尔·埃姆斯/唐娜·凯洛格組合，首度奪得頂級國際大賽冠軍。2006年潮田又夥同小椋出戰多哈亞運羽毛球比賽，在準決賽面對中國組合楊維/張潔雯，苦戰三局後落敗，僅得一面銅牌。
2007年8月，在吉隆坡舉行的世界羽毛球錦標賽中，潮田與小椋的組合被列為6號種子。她們在賽事中表現出色，並順利進入四強；僅在準決賽負於三屆世錦賽冠軍、中國的高崚/黃穗組合，贏得第三名，但這已是她們在世錦賽上的最佳戰績。
2008年，潮田與小椋的組合終能如願代表日本參加北京舉行的奧運會羽毛球女子雙打比賽。兩人對摘取獎牌期望甚殷，但可惜在次圈已負於中國的選手杜靖/于洋，僅得第五名。在奧運會完結後，二人在年底最後一次合作，第7次奪得國內羽毛球比賽女雙冠軍，之後便宣佈正式拆夥。
在與小椋解散後，潮田一度無法找到合適的搭檔，因而轉向混雙比賽。2009年4月，潮田在東京都的國家訓練中心召開記者會，正式宣布新搭檔為池田信太郎，並表示新目標為2012年的倫敦奧運會。潮田與池田的新組合在同年5月份舉行的蘇迪曼杯首次亮相。
2010年11月，潮田代表日本出戰廣州亞運會，參加羽毛球比賽的混合雙打（夥拍池田信太郎）及團體項目（夥拍藤井瑞希雙打）；並擔任日本代表團在亞運會入場儀式的旗手。然而，由於她在本屆賽事未能贏得任何奖牌，成為了日本亞運代表團首位沒有奖牌的旗手。
2012年10月1日，潮田玲子正式從羽毛球世界聯會註冊退役。

### 其他活動
潮田玲子在日本國內非常受歡迎，早年與小椋久美子組合女子双打時，已受到日本各界的高度關注。
二人在2002年-2008年間組合時，因出众的实力及外貌而深受國民愛戴，更有「OGUSIO」的暱稱。曾推出DVD和寫真集，亦參與不少电视节目和广告，是日本体育界的知名偶像派。在她們贏得2007年世界羽毛球錦標賽女子双打的季軍後，更有漫畫商青睞，將她們爭取北京奥运会參賽資格的過程，改編為短篇纪实漫画，名為《DOUBLES～OGUSIO物语～》，由NON作畫，並在集英社出版的《月刊Young Jump》上刊载。
拆夥後的潮田玲子仍深受國內藝能界的愛戴，曾在2009年獲日本著名设计师桂由美邀請，在东京举行的一场婚纱秀上担任模特兒；富士电视台亦在2010年邀請她演出電視劇，在《世界奇妙物语20周年SP·春-人气节目竟演篇-》中飾演本人。

## 個人生活
2012年9月30日，潮田玲子在自己29岁生日当天宣布和足球运动员増嶋龍也结婚。2015年9月生下長子，2017年8月8日生下女兒。

## 主要比賽成績
只列出曾進入準決賽的國際賽事成績：
| 年份   | 賽事                     | 公開賽級別 | 項目     | 拍檔       | 成績   |
| ------ | ------------------------ | ---------- | -------- | ---------- | ------ |
| 2003年 | 碧特博格羽毛球公開賽     |            | 女子雙打 | 小椋久美子 | 準決賽 |
| 2003年 | 苏格兰羽毛球国际赛       |            | 女子雙打 | 小椋久美子 | 冠軍   |
| 2005年 | 丹麦羽毛球公开赛         |            | 女子雙打 | 小椋久美子 | 冠軍   |
| 2005年 | 荷兰羽毛球公开赛         |            | 女子雙打 | 小椋久美子 | 準決賽 |
| 2005年 | 亞洲羽毛球錦標賽         | 其他       | 女子雙打 | 小椋久美子 | 亞軍   |
| 2005年 | 日本羽毛球公开赛         |            | 女子雙打 | 小椋久美子 | 準決賽 |
| 2006年 | 亞洲運動會羽毛球比賽     | 其他       | 女子團體 | －         | 銀牌   |
| 2006年 | 亞洲運動會羽毛球比賽     | 其他       | 女子雙打 | 小椋久美子 | 銅牌   |
| 2007年 | 馬來西亞羽毛球超級賽     | 超級賽     | 女子雙打 | 小椋久美子 | 準決賽 |
| 2007年 | 大阪羽毛球國際挑戰賽     | 國際挑戰賽 | 女子雙打 | 小椋久美子 | 亞軍   |
| 2007年 | 亞洲羽毛球錦標賽         | 其他       | 女子雙打 | 小椋久美子 | 準決賽 |
| 2007年 | 世界羽毛球錦標賽         | 其他       | 女子雙打 | 小椋久美子 | 準決賽 |
| 2008年 | 大阪羽毛球國際挑戰賽     | 國際挑戰賽 | 女子雙打 | 小椋久美子 | 冠軍   |
| 2009年 | 荷蘭羽毛球大獎賽         | 大獎賽     | 混合雙打 | 池田信太郎 | 準決賽 |
| 2010年 | 越南羽毛球大獎賽         | 大獎賽     | 混合雙打 | 池田信太郎 | 準決賽 |
| 2010年 | 荷蘭羽毛球大獎賽         | 大獎賽     | 混合雙打 | 池田信太郎 | 亞軍   |
| 2011年 | 德國羽毛球黃金大獎賽     | 黃金大獎賽 | 混合雙打 | 池田信太郎 | 亞軍   |
| 2011年 | 澳洲羽毛球黃金大獎賽     | 黃金大獎賽 | 混合雙打 | 池田信太郎 | 準決賽 |
| 2011年 | 俄羅斯羽毛球大獎賽       | 大獎賽     | 混合雙打 | 池田信太郎 | 亞軍   |
| 2011年 | 美國羽毛球黃金大獎賽     | 黃金大獎賽 | 混合雙打 | 池田信太郎 | 準決賽 |
| 2011年 | 世界羽聯超級系列賽總決賽 | 首要超級賽 | 混合雙打 | 池田信太郎 | 準決賽 |
| 2012年 | 澳洲羽毛球黃金大獎賽     | 黃金大獎賽 | 混合雙打 | 池田信太郎 | 準決賽 |
| 2012年 | 新加坡羽毛球超級賽       | 超級賽     | 混合雙打 | 池田信太郎 | 亞軍   |
| 2012年 | 日本羽毛球超級賽         | 超級賽     | 混合雙打 | 池田信太郎 | 準決賽 |

| 2007-2017年 | 首要超級賽 | 超級賽 | 黃金大獎賽 | 大獎賽 | 國際挑戰賽 | 國際系列賽 | 未來系列賽 | 其他 |

### 奧運會和世錦賽參賽紀錄
|          | 搭檔       | 2005 | 2006 | 2007 | 2008 | 2009 | 2010 | 2011 | 2012       |
| -------- | ---------- | ---- | ---- | ---- | ---- | ---- | ---- | ---- | ---------- |
| 女子雙打 | 小椋久美子 | 64強 | 8強  | 季軍 | 8強  | －   | －   | －   | －         |
|          |            |      |      |      |      |      |      |      |            |
| 混合雙打 | 池田信太郎 | －   | －   | －   | －   | －   | －   | 16強 | 小組第三名 |

## 主要對賽紀錄
潮田玲子與主要對手的對賽成績如下（只列出對賽五次或以上對手，截至2017年8月9日）：
女雙 - 小椋久美子
| 對手        | 對賽次數 | 對賽結果 | 對賽結果 | 總計 |
| 對手        | 對賽次數 | 勝       | 負       | 總計 |
| ----------- | -------- | -------- | -------- | ---- |
| 高崚 黃穗   | 7        | 0        | 7        | -7   |
| 于洋 杜婧   | 6        | 0        | 6        | -6   |
| 張潔雯 楊維 | 5        | 1        | 4        | -3   |
| 其他選手    | 120      | 84       | 43       | +41  |
| 總計        | 138      | 85       | 53       | +32  |

混雙 - 池田信太郎
| 對手          | 對賽次數 | 對賽結果 | 對賽結果 | 總計 |
| 對手          | 對賽次數 | 勝       | 負       | 總計 |
| ------------- | -------- | -------- | -------- | ---- |
| 陳宏麟 程文欣 | 5        | 0        | 5        | -5   |
| 其他選手      | 115      | 68       | 47       | +21  |
| 總計          | 120      | 68       | 52       | +16  |